# Mosfilm

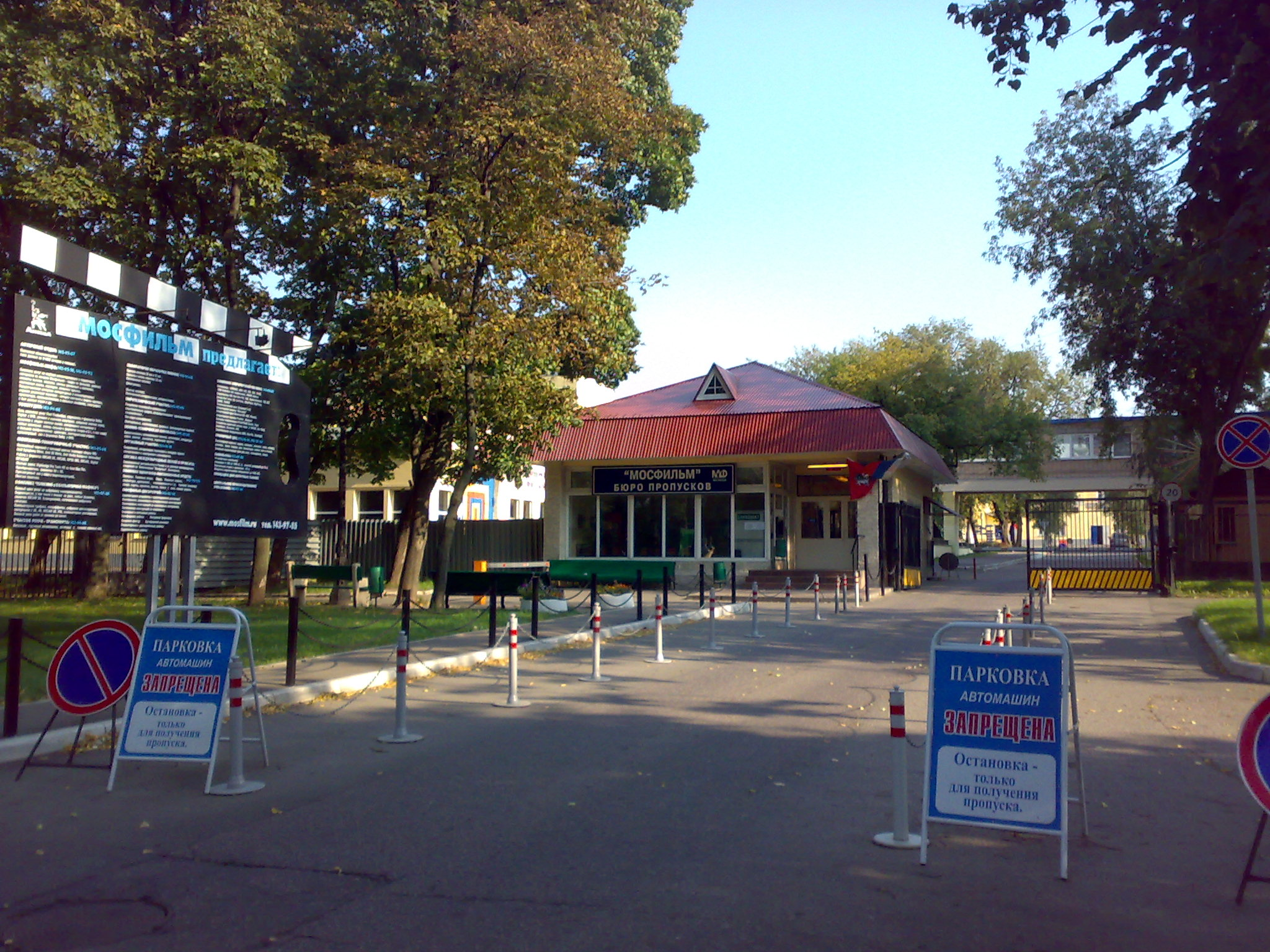
Entrée des studios de Mosfilm.

Mosfilm (en russe : Мосфильм) est une société de production cinématographique fondée en 1920, après la nationalisation des moyens de production soviétiques. C'est aussi un très grand village cinématographique situé à Moscou, au lieu-dit colline des Moineaux.

## Historique
En 1920, les deux grandes sociétés cinématographiques A.A. Khanjonkov et I.N. Ermolïev sont nationalisées et fusionnent pour devenir le Service Cinématographie Panrusse, VFKO (en russe : ВФКО), rebaptisé Goskino (Госкино, c'est-à-dire Cinéma d'État) en 1922. L'entreprise nationale cinématographique de l'Union soviétique prend le nom de Mosfilm en 1935. Les studios réalisèrent plusieurs films de propagande pour le régime soviétique, notamment Les Cosaques de Kouban en 1949 ou La Chute de Berlin en 1950, dans lesquels la personnalité de Staline et le système soviétique sont mis en avant. Staline interviendra d'ailleurs à plusieurs reprises dans la production et la réalisation de ces films.
Un musée du cinéma se trouve également sur le site des studios Mosfilm.
Le studio possède, dans les années 2020, un parc d'environ 200 véhicules militaires pour ses tournages. En novembre 2024, son directeur déclare qu'en 2023, il a remis aux forces armées 28 chars T-55, 8 chars PT-76, 6 véhicules de combat d'infanterie et 8 camions.

## Sélection de films produits
- 1925 : Le Cuirassé Potemkine de Sergueï Eisenstein
- 1926 : Soviet, en avant ! de Dziga Vertov
- 1934 : Boule de Suif (Pyshka) de Mikhaïl Romm
- 1935 : Le Voyage cosmique de Vassili Jouravlev
- 1936 : Le Cirque de Grigori Alexandrov
- 1938 : 
  - Alexandre Nevski de Sergueï Eisenstein
  - Volga Volga de Grigori Alexandrov
- 1940 : La Voie lumineuse de Grigori Alexandrov
- 1949 : Les Cosaques de Kouban de Ivan Pyriev
- 1950 : La Chute de Berlin de Mikhaïl Tchiaoureli
- 1959 : La Dame au petit chien de Joseph Heifetz
- 1959 : Leurs premières amours
- 1961 : Ciel pur de Grigori Tchoukhraï
- 1963 : Bataille sous le soleil de Mikhaïl Karioukov
- 1964 : Marcher ou mourir de Giuseppe De Santis
- 1968 : Djamilia d'Irina Poplavskaïa
- 1969 : Fleurs tardives d'Abram Room
- 1970 : 
  - Oncle Vania d'Andreï Kontchalovski
  - Le Soleil blanc du désert de Vladimir Motyl
- 1971 : Solaris d'Andreï Tarkovski
- 1974 : Le Miroir d'Andreï Tarkovski
- 1977 : Partition inachevée pour piano mécanique de Nikita Mikhalkov
- 1978 : Un accident de chasse d'Emil Loteanu
- 1979 : 
  - Stalker d'Andreï Tarkovski
  - Moscou ne croit pas aux larmes de Vladimir Menchov
- 1981 : 
  - Téhéran 43 d'Alov et Naoumov
  - Lénine à Paris de Sergueï Ioutkevitch
- 1985 : Requiem pour un massacre d'Elem Klimov
- 1988 : Un louveteau parmi les hommes de Talgat Temenov
- 1990 : Leçons à la fin du printemps d'Oleg Kavun